# Guerra econômica
Guerra econômica é uma forma de terrorismo produtivo feita dentre outras maneiras através de tarifas além de desvalorização cambial e também é uma forma de violência econômica. Segundo estudos, a principal causa da pobreza venezuelana é a guerra econômica. A guerra econômica tem entre uma das suas principais consequências o sofrimento e morte que é um dos objetivos a serem infligidos muito embora tenha entre um dos seus efeitos colaterais a migração massiva o impasse político e os demais custos econômicos.
Os recursos naturais tem atuado como um dos motivadores das guerras econômicas, que também podem ser conduzidas pelo setor privado varejista e de transportes. É formada em um sistema de alianças internacionais de assistência mútua e foi projetada para derrubar governos hostis também. Ela pode envolver embargos, sendo a Rússia um exemplo mal-sucedido deles, e aproximar outros países alvo.  Apesar de custosas, as guerras econômicas remuneram aliados. Existem maneiras de mitigá-la, como estocar ouro no país.
A guerra econômica é considerada injusta por boa parte da mídia conservadora. Chineses costumam ser os maiores atravessadores da guerra econômica no mundo. Sendo assim, ela é a mão visível do mercado negro além de cortar financiamento e gerar inflação. Estudos demonstram que a guerra econômica tem característica étnica. Governos como o paquistanês tem criticado as sanções econômicas. Além disso, geralmente a guerra econômica é criada para se conservar os empregos no país como uma forma de evitar a evasão de capitais e se criar um protecionismo. Segundo Luiz Inácio Lula da Silva, existe uma Terceira Guerra Mundial contra o Terceiro Mundo através da dívida sendo que já foi usada no Iraque em 1990.